# Pont de West Montrose
Le pont de West Montrose (en anglais West Montrose Covered Bridge, surnommé « Kissing Bridge ») est un pont couvert situé à West Montrose (en) en Ontario.
D'une longueur de 60 m, il a été construit en bois en 1880, mais des modifications ont dû être faites depuis pour le renforcer.
Il a été inscrit au répertoire canadien en 2007.

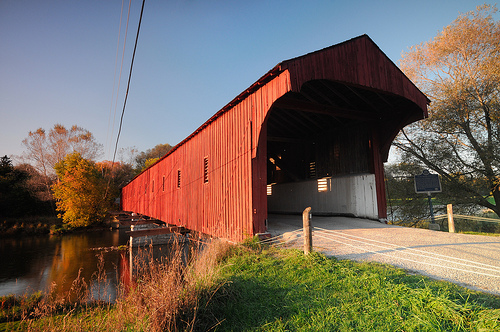
Le pont en 2011
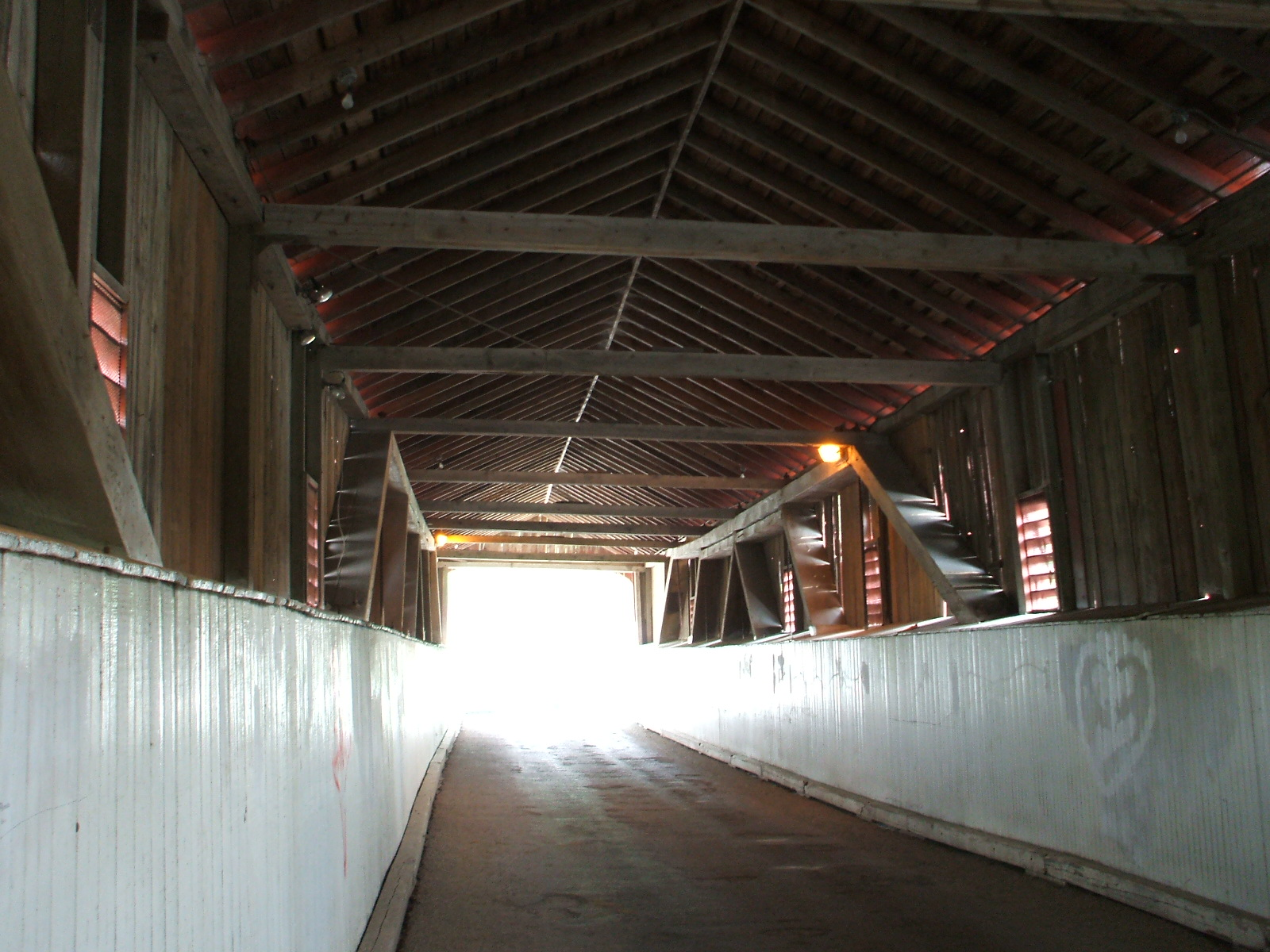
Vue intérieure en 2007